# Adelaide Anchorage
Adelaide Anchorage ist eine Bucht am Südende der Adelaide-Insel westlich von Avian Island vor der Westküste der Antarktischen Halbinsel. Sie wird als sicherer Ankerplatz (englisch: anchorage) von Schiffen aufgesucht, deren Ziel die nahegelegene Adelaide-Station ist.
Kartiert wurde dieser von Mitgliedern des British Antarctic Survey auf der RSS John Biscoe und der hydrographischen Vermessungseinheit der Royal Navy zwischen Januar und März 1962.